# Bengalia shivanella
Bengalia shivanella este o specie de muște din genul Bengalia, familia Calliphoridae. A fost descrisă pentru prima dată de Andy Z. Lehrer în anul 2005. Conform Catalogue of Life specia Bengalia shivanella nu are subspecii cunoscute.